# Timo Werner
Timo Werner (Stoccarda, 6 marzo 1996) è un calciatore tedesco, attaccante del RB Lipsia.

## Caratteristiche tecniche
Giocatore veloce e valido in progressione, apprezzato per il dinamismo, le qualità tecniche e la resistenza, agli esordi è stato impiegato come ala, per poi diventare un attaccante centrale. Elogiato per la capacità di ripiegamento e di dialogo con i centrocampisti, è abile nel gioco aereo, nei movimenti senza palla ed è in possesso di un ottimo fiuto del gol. Uno dei suoi punti di forza è il tiro dalla distanza, specialmente con il piede destro.

## Carriera

### Club

#### Stoccarda

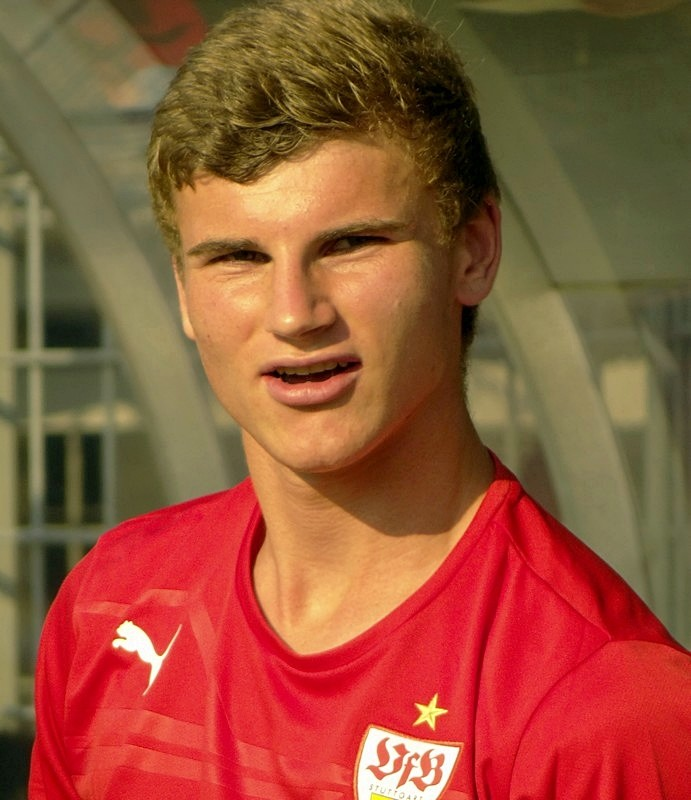
Werner allo Stoccarda nel 2013

Prodotto del settore giovanile dello Stoccarda, compie la trafila nel vivaio del club e nel 2012-2013 viene promosso nella squadra Under-19 malgrado abbia solo 16 anni. Nel 2013 si aggiudica il premio Fritz Walter con 24 gol in campionato.
Il 1º agosto 2013, all'inizio della nuova stagione, diviene il più giovane esordiente nella storia dello Stoccarda, disputando la sua prima partita con la prima squadra, un match di Europa League, all'età di 17 anni, 4 mesi e 25 giorni. Sedici giorni più tardi debutta anche in Bundesliga contro il Bayer Leverkusen. Il 22 settembre segna il suo primo gol da professionista ai danni dell'Eintracht Francoforte. Il 10 novembre, grazie ai due gol contro il Friburgo, diventa il calciatore più giovane a segnare una doppietta nel campionato tedesco.
In tre anni con la maglia dello Stoccarda realizza 14 reti in 103 partite totali.

#### RB Lipsia
L'11 giugno 2016 passa per 10 milioni di euro ai neopromossi del Lipsia, firmando un contratto quadriennale. Il 26 settembre, scendendo in campo nella gara di campionato contro il Colonia, diventa, all'età di 20 anni e 203 giorni, il più giovane calciatore a raggiungere quota 100 presenze in Bundesliga, migliorando di 22 giorni il precedente record di Julian Draxler. Nella prima annata, con 21 reti in 32 partite (miglior realizzatore tedesco del campionato), contribuisce alla storica qualificazione della squadra alla UEFA Champions League.
Nel marzo 2018, contro lo Stoccarda, diviene il più giovane calciatore a ottenere 150 presenze in Bundesliga, battendo il primato di Charly Körbel. Conclude l'annata 2017-2018 con 13 reti, tra cui quella decisiva per battere per 2-1 il Bayern Monaco. Nella stagione seguente ottiene la centesima presenza con il Lipsia, nella partita di campionato contro il Fortuna Düsseldorf, e supera quota 50 reti in Bundesliga. Il 23 novembre 2019 diviene il più giovane calciatore a raccogliere 200 presenze nel massimo campionato tedesco. Dopo la conclusione della Bundesliga 2019-2020, Werner conclude anche la sua esperienza in Germania, lasciando il Lipsia dopo 4 stagioni e 95 gol segnati.

#### Chelsea

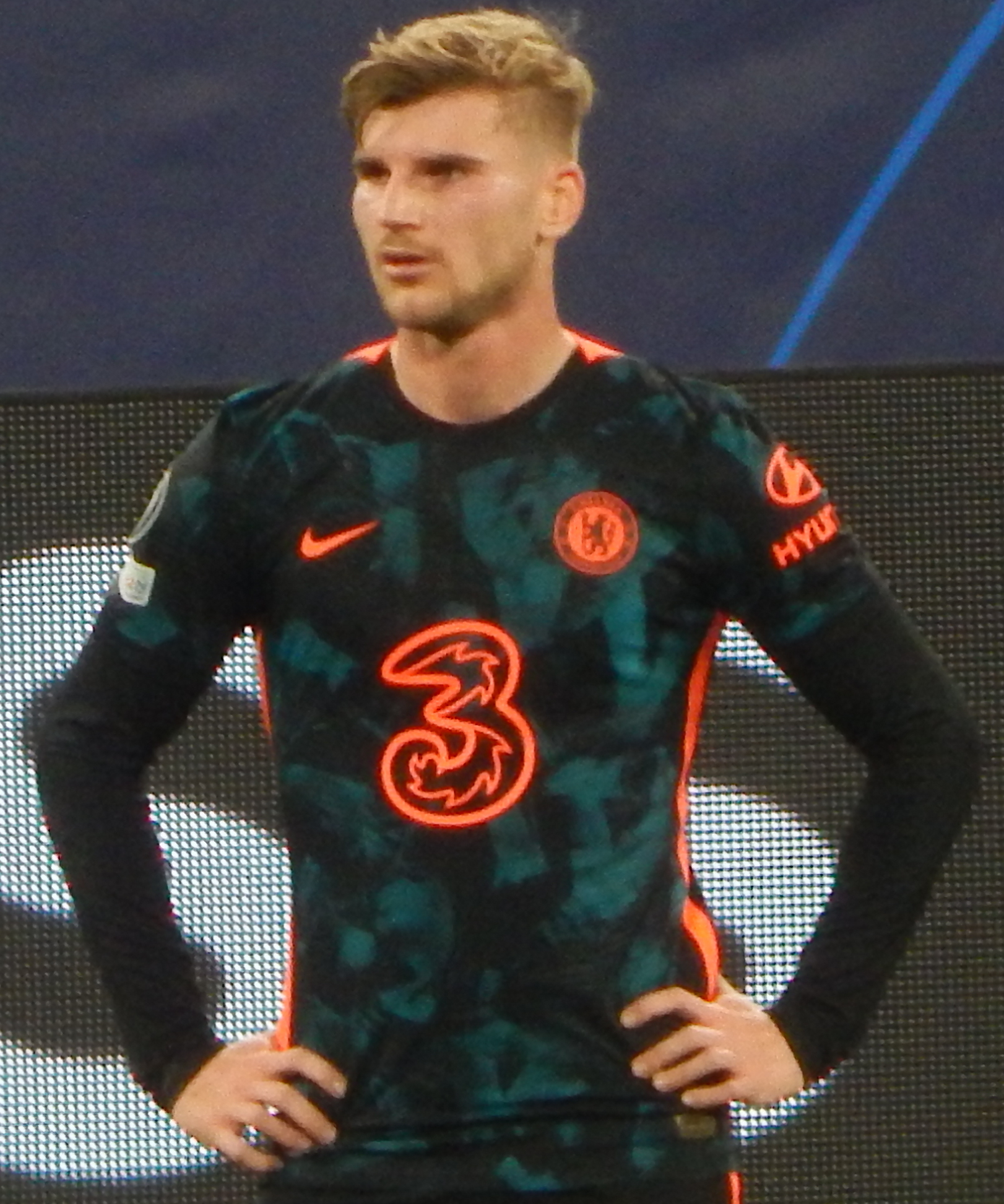
Werner al Chelsea nel 2021

Il 18 giugno 2020 il Chelsea annuncia di aver trovato un accordo per il suo trasferimento a titolo definitivo a partire dal 1º luglio successivo; il costo del cartellino è stato di 53 milioni di euro. Fa il proprio debutto ufficiale con la maglia dei Blues il 14 settembre successivo, in un match contro il Brighton. Il 29 settembre 2020 mette a segno la sua prima rete con i blues nel corso degli ottavi di finale della Coppa di Lega inglese contro il Tottenham (partita poi persa ai rigori). Il 17 ottobre segna i suoi rimi gol in campionato, contribuendo con una doppietta al pareggio 3-3 contro il Southampton. Il 29 maggio 2021 vince la Champions League, primo trofeo della sua carriera con un club. Conclude la sua prima stagione in Inghilterra con 12 reti, di cui solo 6 in campionato.
Inizia la stagione 2021-2022 vincendo la Supercoppa UEFA 2021 ai rigori contro gli spagnoli del Villarreal. Mette a segno la sua prima rete stagionale il 22 settembre 2021, in una gara di Coppa di Lega contro l'Aston Villa. L'8 dicembre successivo segna la sua prima rete in stagionale in Champions League contro lo Zenit San Pietroburgo; si tratta del gol più veloce mai segnato dal Chelsea in questa competizione. Termina la sua seconda annata ai londinesi con 37 presenze e 11 reti.

#### Ritorno al RB Lipsia
Il 9 agosto 2022 viene ufficializzato il suo ritorno a titolo definitivo al RB Lipsia, per una cifra riportata di 20 milioni di euro più eventuali bonus. Torna ufficialmente a vestire la maglia del club il successivo 13 agosto, in una gara contro il Colonia. Il 1º ottobre contribuisce con una doppietta al successo 4-0 contro il Bochum, raggiungendo di fatto la quota di 101 reti in tutte le competizioni con il club. Il 15 aprile 2023 marca la sua centesima rete in Bundesliga, negli sviluppi di un match contro l'Augusta. Termina la stagione con 40 presenze e 16 reti.
All'inizio dell'annata 2023-2024 vince la Supercoppa di Germania battendo il Bayern Monaco per 3-0. Segna la sua prima rete stagionale il 23 settembre 2023 decidendo l'incontro in trasferta con il Borussia M'gladbach. Tuttavia, complice un calo di prestazione, perde il posto da titolare a discapito di Loïs Openda.

#### Prestito al Tottenham
Il 9 gennaio 2024 passa in prestito semestrale al Tottenham, facendo quindi ritorno in Inghilterra dopo un anno e mezzo. Esordisce con gli Spurs cinque giorni dopo, servendo un assist a Rodrigo Bentancur in un pareggio 2-2 contro il Manchester Utd. Segna coi londinesi per la prima volta nella vittoria contro il Crystal Palace (3-1). Si ripete la gara successiva, segnando la rete del definitivo 4-0 ai danni dell'Aston Villa. Termina il suo primo semestre con 14 presenze e 2 reti.
Il 28 maggio 2024 viene ufficializzato il prolungamento del prestito fino al 30 giugno 2025. Werner inizia la stagione 2024-2025 segnando una rete contro il Manchester City in una gara valida per gli ottavi di finale di Coppa di Lega. Il 26 settembre esordisce in Europa League, rilevando Son Heung-min al 71' minuto di una gara contro il Qarabağ.

### Nazionale
Nel 2012 partecipa con la nazionale Under-17 al campionato europeo di categoria. I tedeschi riescono ad arrivare in finale, dove si arrendono ai pari età dei Paesi Bassi ai tiri di rigore. In seguito colleziona presenze con le selezioni Under-19 e Under-21.
Il 22 marzo 2017 esordisce con la nazionale maggiore in un'amichevole vinta per 1-0 contro l'Inghilterra. Il 25 giugno successivo realizza le sue prime reti, marcando una doppietta decisiva nella partita vinta per 3-1 contro il Camerun e valida per la fase a gironi della FIFA Confederations Cup 2017. Segna anche nella vittoria per 4-1 contro il Messico in semifinale, che consente alla Germania di qualificarsi per la vittoriosa finale contro il Cile (1-0). Alla fine della competizione Werner si laurea capocannoniere, alla pari con i compagni Leon Goretzka e Lars Stindl. Nel 2018 viene convocato per il campionato del mondo in Russia, dove la nazionale tedesca esce già dopo la fase a gironi, con Werner che rende al di sotto delle aspettative.

## Statistiche

### Presenze e reti nei club
Statistiche aggiornate al 26 febbraio 2025.
| Stagione         | Squadra          | Campionato       | Campionato | Campionato | Coppe nazionali | Coppe nazionali | Coppe nazionali | Coppe continentali | Coppe continentali | Coppe continentali | Altre coppe | Altre coppe | Altre coppe | Totale | Totale |
| Stagione         | Squadra          | Comp             | Pres       | Reti       | Comp            | Pres            | Reti            | Comp               | Pres               | Reti               | Comp        | Pres        | Reti        | Pres   | Reti   |
| ---------------- | ---------------- | ---------------- | ---------- | ---------- | --------------- | --------------- | --------------- | ------------------ | ------------------ | ------------------ | ----------- | ----------- | ----------- | ------ | ------ |
| 2013-2014        | Stoccarda II     | 3L               | 1          | 1          |                 | -               | -               |                    | -                  | -                  | -           | -           | -           | 1      | 1      |
| 2013-2014        | Stoccarda        | BL               | 30         | 4          | CG              | 2               | 0               | UEL                | 2                  | 0                  | -           | -           | -           | 34     | 4      |
| 2014-2015        | Stoccarda        | BL               | 32         | 3          | CG              | 1               | 0               | -                  | -                  | -                  | -           | -           | -           | 33     | 3      |
| 2015-2016        | Stoccarda        | BL               | 33         | 6          | CG              | 3               | 1               | -                  | -                  | -                  | -           | -           | -           | 36     | 7      |
| Totale Stoccarda | Totale Stoccarda | Totale Stoccarda | 95         | 13         |                 | 6               | 1               |                    | 2                  | 0                  |             | -           | -           | 103    | 14     |
| 2016-2017        | RB Lipsia        | BL               | 31         | 21         | CG              | 1               | 0               | -                  | -                  | -                  | -           | -           | -           | 32     | 21     |
| 2017-2018        | RB Lipsia        | BL               | 32         | 13         | CG              | 2               | 1               | UCL+UEL            | 6+5                | 3+4                | -           | -           | -           | 45     | 21     |
| 2018-2019        | RB Lipsia        | BL               | 30         | 16         | CG              | 4               | 3               | UEL                | 3                  | 0                  | -           | -           | -           | 37     | 19     |
| 2019-2020        | RB Lipsia        | BL               | 34         | 28         | CG              | 3               | 2               | UCL                | 8                  | 4                  | -           | -           | -           | 45     | 34     |
| 2020-2021        | Chelsea          | PL               | 35         | 6          | FACup+CdL       | 4+1             | 1+1             | UCL                | 12                 | 4                  | -           | -           | -           | 52     | 12     |
| 2021-2022        | Chelsea          | PL               | 21         | 4          | FACup+CdL       | 5+4             | 2+1             | UCL                | 5                  | 4                  | SU+Cmc      | 1+1         | 0           | 37     | 11     |
| Totale Chelsea   | Totale Chelsea   | Totale Chelsea   | 56         | 10         |                 | 9+5             | 3+2             |                    | 17                 | 8                  |             | 2           | 0           | 89     | 23     |
| 2022-2023        | RB Lipsia        | BL               | 27         | 9          | CG              | 5               | 5               | UCL                | 8                  | 2                  | SG          | -           | -           | 40     | 16     |
| 2023-gen. 2024   | RB Lipsia        | BL               | 8          | 2          | CG              | 1               | 0               | UCL                | 4                  | 0                  | SG          | 1           | 0           | 14     | 2      |
| Totale RB Lipsia | Totale RB Lipsia | Totale RB Lipsia | 162        | 89         |                 | 16              | 11              |                    | 34                 | 13                 |             | 1           | 0           | 213    | 113    |
| gen.-giu. 2024   | Tottenham        | PL               | 13         | 2          | FACup+CdL       | 1+0             | 0               | -                  | -                  | -                  | -           | -           | -           | 14     | 2      |
| 2024-2025        | Tottenham        | PL               | 18         | 0          | FACup+CdL       | 1+3             | 0+1             | UEL                | 5                  | 0                  | -           | -           | -           | 27     | 1      |
| Totale Tottenham | Totale Tottenham | Totale Tottenham | 31         | 2          |                 | 2+3             | 1               |                    | 5                  | 0                  |             | -           | -           | 41     | 3      |
| Totale carriera  | Totale carriera  | Totale carriera  | 345        | 115        |                 | 41              | 18              |                    | 58                 | 21                 |             | 3           | 0           | 447    | 154    |

### Cronologia presenze e reti in nazionale
| Cronologia completa delle presenze e delle reti in nazionale ― Germania | Cronologia completa delle presenze e delle reti in nazionale ― Germania | Cronologia completa delle presenze e delle reti in nazionale ― Germania | Cronologia completa delle presenze e delle reti in nazionale ― Germania | Cronologia completa delle presenze e delle reti in nazionale ― Germania | Cronologia completa delle presenze e delle reti in nazionale ― Germania | Cronologia completa delle presenze e delle reti in nazionale ― Germania | Cronologia completa delle presenze e delle reti in nazionale ― Germania |
| Data                                                                    | Città                                                                   | In casa                                                                 | Risultato                                                               | Ospiti                                                                  | Competizione                                                            | Reti                                                                    | Note                                                                    |
| ----------------------------------------------------------------------- | ----------------------------------------------------------------------- | ----------------------------------------------------------------------- | ----------------------------------------------------------------------- | ----------------------------------------------------------------------- | ----------------------------------------------------------------------- | ----------------------------------------------------------------------- | ----------------------------------------------------------------------- |
| 22-3-2017                                                               | Dortmund                                                                | Germania                                                                | 1 – 0                                                                   | Inghilterra                                                             | Amichevole                                                              | -                                                                       | 77’                                                                     |
| 10-6-2017                                                               | Norimberga                                                              | Germania                                                                | 7 – 0                                                                   | San Marino                                                              | Qual. Mondiali 2018                                                     | -                                                                       | 55’                                                                     |
| 19-6-2017                                                               | Soči                                                                    | Australia                                                               | 2 – 3                                                                   | Germania                                                                | Conf. Cup 2017 - 1º turno                                               | -                                                                       | 57’                                                                     |
| 25-6-2017                                                               | Soči                                                                    | Germania                                                                | 3 – 1                                                                   | Camerun                                                                 | Conf. Cup 2017 - 1º turno                                               | 2                                                                       |                                                                         |
| 29-6-2017                                                               | Soči                                                                    | Germania                                                                | 4 – 1                                                                   | Messico                                                                 | Conf. Cup 2017 - Semifinale                                             | 1                                                                       |                                                                         |
| 2-7-2017                                                                | San Pietroburgo                                                         | Cile                                                                    | 0 – 1                                                                   | Germania                                                                | Conf. Cup 2017 - Finale                                                 | -                                                                       | 79’                                                                     |
| 1-9-2017                                                                | Praga                                                                   | Rep. Ceca                                                               | 1 – 2                                                                   | Germania                                                                | Qual. Mondiali 2018                                                     | 1                                                                       | 79’                                                                     |
| 4-9-2017                                                                | Stoccarda                                                               | Germania                                                                | 6 – 0                                                                   | Norvegia                                                                | Qual. Mondiali 2018                                                     | 2                                                                       | 66’                                                                     |
| 10-11-2017                                                              | Londra                                                                  | Inghilterra                                                             | 0 – 0                                                                   | Germania                                                                | Amichevole                                                              | -                                                                       | 73’                                                                     |
| 14-11-2017                                                              | Colonia                                                                 | Germania                                                                | 2 – 2                                                                   | Francia                                                                 | Amichevole                                                              | 1                                                                       | 85’                                                                     |
| 23-3-2018                                                               | Düsseldorf                                                              | Germania                                                                | 1 – 1                                                                   | Spagna                                                                  | Amichevole                                                              | -                                                                       | 84’                                                                     |
| 27-3-2018                                                               | Berlino                                                                 | Germania                                                                | 0 – 1                                                                   | Brasile                                                                 | Amichevole                                                              | -                                                                       | 81’                                                                     |
| 2-6-2018                                                                | Klagenfurt                                                              | Austria                                                                 | 2 – 1                                                                   | Germania                                                                | Amichevole                                                              | -                                                                       | 67’                                                                     |
| 8-6-2018                                                                | Leverkusen                                                              | Germania                                                                | 2 – 1                                                                   | Arabia Saudita                                                          | Amichevole                                                              | 1                                                                       | 63’                                                                     |
| 17-6-2018                                                               | Mosca                                                                   | Germania                                                                | 0 – 1                                                                   | Messico                                                                 | Mondiali 2018 - 1º turno                                                | -                                                                       | 86’                                                                     |
| 23-6-2018                                                               | Soči                                                                    | Germania                                                                | 2 – 1                                                                   | Svezia                                                                  | Mondiali 2018 - 1º turno                                                | -                                                                       |                                                                         |
| 27-6-2018                                                               | Kazan'                                                                  | Corea del Sud                                                           | 2 – 0                                                                   | Germania                                                                | Mondiali 2018 - 1º turno                                                | -                                                                       |                                                                         |
| 6-9-2018                                                                | Monaco di Baviera                                                       | Germania                                                                | 0 – 0                                                                   | Francia                                                                 | UEFA Nations League 2018-2019 - 1º turno                                | -                                                                       |                                                                         |
| 9-9-2018                                                                | Sinsheim                                                                | Germania                                                                | 2 – 1                                                                   | Perù                                                                    | Amichevole                                                              | -                                                                       | 88’                                                                     |
| 13-10-2018                                                              | Amsterdam                                                               | Paesi Bassi                                                             | 3 – 0                                                                   | Germania                                                                | UEFA Nations League 2018-2019 - 1º turno                                | -                                                                       |                                                                         |
| 16-10-2018                                                              | Saint-Denis                                                             | Francia                                                                 | 2 – 1                                                                   | Germania                                                                | UEFA Nations League 2018-2019 - 1º turno                                | -                                                                       |                                                                         |
| 15-11-2018                                                              | Lipsia                                                                  | Germania                                                                | 3 – 0                                                                   | Russia                                                                  | Amichevole                                                              | -                                                                       | 65’                                                                     |
| 19-11-2018                                                              | Gelsenkirchen                                                           | Germania                                                                | 2 – 2                                                                   | Paesi Bassi                                                             | UEFA Nations League 2018-2019 - 1º turno                                | 1                                                                       | 63’                                                                     |
| 20-3-2019                                                               | Wolfsburg                                                               | Germania                                                                | 1 – 1                                                                   | Serbia                                                                  | Amichevole                                                              | -                                                                       |                                                                         |
| 11-6-2019                                                               | Magonza                                                                 | Germania                                                                | 8 – 0                                                                   | Estonia                                                                 | Qual. Euro 2020                                                         | 1                                                                       | 65’                                                                     |
| 6-9-2019                                                                | Amburgo                                                                 | Germania                                                                | 2 – 4                                                                   | Paesi Bassi                                                             | Qual. Euro 2020                                                         | -                                                                       | 61’                                                                     |
| 9-9-2019                                                                | Belfast                                                                 | Irlanda del Nord                                                        | 0 – 2                                                                   | Germania                                                                | Qual. Euro 2020                                                         | -                                                                       | 68’                                                                     |
| 13-10-2019                                                              | Tallinn                                                                 | Estonia                                                                 | 0 – 3                                                                   | Germania                                                                | Qual. Euro 2020                                                         | 1                                                                       | 66’                                                                     |
| 16-11-2019                                                              | Mönchengladbach                                                         | Germania                                                                | 4 – 0                                                                   | Bielorussia                                                             | Qual. Euro 2020                                                         | -                                                                       | 68’                                                                     |
| 3-9-2020                                                                | Stoccarda                                                               | Germania                                                                | 1 – 1                                                                   | Spagna                                                                  | UEFA Nations League 2020-2021 - 1º turno                                | 1                                                                       | 90+1’                                                                   |
| 6-9-2020                                                                | Basilea                                                                 | Svizzera                                                                | 1 – 1                                                                   | Germania                                                                | UEFA Nations League 2020-2021 - 1º turno                                | -                                                                       |                                                                         |
| 10-10-2020                                                              | Kiev                                                                    | Ucraina                                                                 | 1 – 2                                                                   | Germania                                                                | UEFA Nations League 2020-2021 - 1º turno                                | -                                                                       | 80’                                                                     |
| 13-10-2020                                                              | Colonia                                                                 | Germania                                                                | 3 – 3                                                                   | Svizzera                                                                | UEFA Nations League 2020-2021 - 1º turno                                | 1                                                                       |                                                                         |
| 14-11-2020                                                              | Lipsia                                                                  | Germania                                                                | 3 – 1                                                                   | Ucraina                                                                 | UEFA Nations League 2020-2021 - 1º turno                                | 2                                                                       | 76’                                                                     |
| 17-11-2020                                                              | Siviglia                                                                | Spagna                                                                  | 6 – 0                                                                   | Germania                                                                | UEFA Nations League 2020-2021 - 1º turno                                | -                                                                       | 76’                                                                     |
| 25-3-2021                                                               | Duisburg                                                                | Germania                                                                | 3 – 0                                                                   | Islanda                                                                 | Qual. Mondiali 2022                                                     | -                                                                       | 78’                                                                     |
| 28-3-2021                                                               | Bucarest                                                                | Romania                                                                 | 0 – 1                                                                   | Germania                                                                | Qual. Mondiali 2022                                                     | -                                                                       | 77’                                                                     |
| 31-3-2021                                                               | Duisburg                                                                | Germania                                                                | 1 – 2                                                                   | Macedonia del Nord                                                      | Qual. Mondiali 2022                                                     | -                                                                       | 56’                                                                     |
| 7-6-2021                                                                | Düsseldorf                                                              | Germania                                                                | 7 – 1                                                                   | Lettonia                                                                | Amichevole                                                              | 1                                                                       | 46’                                                                     |
| 15-6-2021                                                               | Monaco di Baviera                                                       | Francia                                                                 | 1 – 0                                                                   | Germania                                                                | Euro 2020 - 1º turno                                                    | -                                                                       | 74’                                                                     |
| 23-6-2021                                                               | Monaco di Baviera                                                       | Germania                                                                | 2 – 2                                                                   | Ungheria                                                                | Euro 2020 - 1º turno                                                    | -                                                                       | 68’                                                                     |
| 29-6-2021                                                               | Londra                                                                  | Inghilterra                                                             | 2 – 0                                                                   | Germania                                                                | Euro 2020 - Ottavi di finale                                            | -                                                                       | 69’                                                                     |
| 2-9-2021                                                                | San Gallo                                                               | Liechtenstein                                                           | 0 – 2                                                                   | Germania                                                                | Qual. Mondiali 2022                                                     | 1                                                                       |                                                                         |
| 5-9-2021                                                                | Stoccarda                                                               | Germania                                                                | 6 – 0                                                                   | Armenia                                                                 | Qual. Mondiali 2022                                                     | 1                                                                       |                                                                         |
| 8-9-2021                                                                | Reykjavík                                                               | Islanda                                                                 | 0 – 4                                                                   | Germania                                                                | Qual. Mondiali 2022                                                     | 1                                                                       |                                                                         |
| 8-10-2021                                                               | Amburgo                                                                 | Germania                                                                | 2 – 1                                                                   | Romania                                                                 | Qual. Mondiali 2022                                                     | -                                                                       | 67’                                                                     |
| 11-10-2021                                                              | Skopje                                                                  | Macedonia del Nord                                                      | 0 – 4                                                                   | Germania                                                                | Qual. Mondiali 2022                                                     | 2                                                                       | 74’                                                                     |
| 26-3-2022                                                               | Sinsheim                                                                | Germania                                                                | 2 – 0                                                                   | Israele                                                                 | Amichevole                                                              | 1                                                                       | 71’                                                                     |
| 29-3-2022                                                               | Amsterdam                                                               | Paesi Bassi                                                             | 1 – 1                                                                   | Germania                                                                | Amichevole                                                              | -                                                                       | 81’                                                                     |
| 4-6-2022                                                                | Bologna                                                                 | Italia                                                                  | 1 – 1                                                                   | Germania                                                                | UEFA Nations League 2022-2023 - 1º turno                                | -                                                                       | 89’                                                                     |
| 7-6-2022                                                                | Monaco di Baviera                                                       | Germania                                                                | 1 – 1                                                                   | Inghilterra                                                             | UEFA Nations League 2022-2023 - 1º turno                                | -                                                                       | 65’                                                                     |
| 11-6-2022                                                               | Budapest                                                                | Ungheria                                                                | 1 – 1                                                                   | Germania                                                                | UEFA Nations League 2022-2023 - 1º turno                                | -                                                                       | 78’                                                                     |
| 14-6-2022                                                               | Mönchengladbach                                                         | Germania                                                                | 5 – 2                                                                   | Italia                                                                  | UEFA Nations League 2022-2023 - 1º turno                                | 2                                                                       | 75’                                                                     |
| 23-9-2022                                                               | Lipsia                                                                  | Germania                                                                | 0 – 1                                                                   | Ungheria                                                                | UEFA Nations League 2022-2023 - 1º turno                                | -                                                                       | 70’                                                                     |
| 26-9-2022                                                               | Londra                                                                  | Inghilterra                                                             | 3 – 3                                                                   | Germania                                                                | UEFA Nations League 2022-2023 - 1º turno                                | -                                                                       | 46’                                                                     |
| 25-3-2023                                                               | Magonza                                                                 | Germania                                                                | 2 – 0                                                                   | Perù                                                                    | Amichevole                                                              | -                                                                       | 46’                                                                     |
| 28-3-2023                                                               | Colonia                                                                 | Germania                                                                | 2 – 3                                                                   | Belgio                                                                  | Amichevole                                                              | -                                                                       | 80’                                                                     |
| Totale                                                                  |                                                                         | Presenze                                                                | 57                                                                      |                                                                         | Reti                                                                    | 24                                                                      |                                                                         |

## Record

### Nel RB Lipsia
- Calciatore con più marcature segnate (113) in tutte le competizioni ufficiali.

## Palmarès

### Club

#### Competizioni nazionali
- Coppa di Germania: 1

Lipsia: 2022-2023
- Supercoppa di Germania: 1

Lipsia: 2023

#### Competizioni internazionali
- UEFA Champions League: 1

Chelsea: 2020-2021
- Supercoppa UEFA: 1

Chelsea: 2021
- Coppa del mondo per club: 1

Chelsea: 2021
- UEFA Europa League: 1

Tottenham: 2024-2025

### Nazionale
- Confederations Cup: 1

Russia 2017

### Individuale
- Capocannoniere della Confederations Cup: 1

2017 (3 gol, a pari merito con Leon Goretzka e Lars Stindl)
- Squadra della stagione della UEFA Europa League: 1

2017-2018